# Amphisbetetus ruazi
Amphisbetetus ruazi là một loài ruồi trong họ Asilidae. Amphisbetetus ruazi được Theodor miêu tả năm 1980. Loài này phân bố ở vùng Cổ Bắc giới và châu Á.